# Francesco Coccia
Francesco Coccia (Palestrina, 1902 – Crans-Montana, 1981) è stato uno scultore italiano.

## Biografia
Nato nel 1902 a Palestrina, un paese in provincia  di Roma, studia all’Accademia di Belle Arti di Roma e successivamente si unisce al gruppo di artisti nello studio di Villa Strohl Fern. In questo periodo si distingue per due importanti commissioni: la Fontana della Maternità in via Antonelli (1936) a Roma ed il busto di Federico Cappelloni nel Vittoriano. Il suo stile prevalentemente fondato su uno sviluppo bidimensionale lo rende particolarmente adatto ad una stretta collaborazione con gli architetti; infatti sono numerose le decorazioni architettoniche-monumentali realizzate nel corso della sua lunga carriera. In questo contesto si possono ascrivere i fregi della Manifattura Tabacchi a Firenze, della Casa del Fascio a Messina e del Padiglione Italiano alla World’s Fair di New York del 1939. Nello stesso anno realizza a Mantova i gruppi in terracotta per la sede dell'INPS.
L'anno successivo realizza i Trofei in Piazza Augusto Imperatore e alcune opere di carattere religioso: San Luca, il S. Marco sul tamburo della cupola della chiesa dei santi Pietro e Paolo a Roma, ed i rilievi simbolici nella chiesa dei Ss. Pietro e Paolo all’Eur.
Scultore figurativo, insegnò a lungo Plastica Ornamentale presso la facoltà di Architettura di Roma.
Nel 1944, a guerra ancora in corso, fu nominato dall'allora Presidente del Consiglio dei Ministri, Ivanoe Bonomi, Commissario straordinario della Quadriennale di Roma. In questa veste, nel 1948, diede vita alla V Quadriennale, la prima del Dopoguerra, ribattezzata Rassegna nazionale delle arti figurative.
Tra le sue opere, importante è il gruppo scultoreo presso il mausoleo delle Fosse Ardeatine.